# Coeloplana lineolata
Coeloplana lineolata är en kammanetart som beskrevs av Hans W. Fricke 1970. Coeloplana lineolata ingår i släktet Coeloplana och familjen Coeloplanidae. Inga underarter finns listade i Catalogue of Life.